# Värska (Gemeinde)
Värska ist eine ehemalige Landgemeinde im estnischen Kreis Põlva mit einer Fläche von 187,7 km². Sie hatte 1399 Einwohner (Stand: 1. Januar 2006). Seit 2017 ist Värska Teil der neugebildeten Landgemeinde Setomaa und wechselte deshalb in den Kreis Võru.

## Dörfer
Neben dem Hauptort Värska (635 Einwohner) gehörten zur Gemeinde die Dörfer Koidula, Kolodavitsa, Kolossova, Korela, Kostkova, Kremessova, Kundruse, Litvina, Lobotka, Lutepää, Määsovitsa, Matsuri, Nedsaja, Õrsava, Pattina, Perdaku, Podmotsa, Popovitsa, Rääptsova, Saabolda, Saatse, Säpina, Samarina, Sesniki, Tonja, Treski, Ulitina, Vaartsi, Väike-Rõsna, Vedernika, Velna, Verhulitsa, Võpolsova und Voropi.

## Setukesische Kultur
Värska ist das Zentrum von Setumaa und der setukesischen Kultur in Estland. Der Ort ist seit 1585 urkundlich belegt. Die ältesten Filmaufnahmen von Värska stammen von 1912 aus dem Dokumentarfilm Retk läbi Setumaa (Wanderung durch Setumaa) des estnischen Filmpionierts Johannes Pääsuke (1892–1918). Berühmt sind die Mineralwasser von Värska und die ruhige, von Flüssen und Seen geprägte Landschaft.

## Söhne und Töchter von Värska
- Mihhail Kaaleste (1931–2018), sowjetischer Kanute und Biathlontrainer